# Aeroport Internacional Lanseria
L'Aeroport Lanseria (IATA: HLA, OACI: FALA) és un aeroport internacional de propietat privada situat al nord de Randburg i de Sandton, al nord-oest de Johannesburg, Sud-àfrica.
Construït el 1974, és utilitzat principalment per avions regionals, executius i diplomàtics però pot donar cabuda a avions de la mida d'un Boeing 757. A mitjans de la dècada del 1990, la propietat de l'aeroport va ser requerida a augmentar les mesures de control de passategrs i de càrrega, ja que algunes companyies implicades en operacions de tràfic d'armes, i relacionades amb UNITA i Viktor Bout, van utilitzar l'aeroport regularment. L'any 2006 va començar a operar-hi la companyia Kulula.com, i des d'aleshores s'ha convertit en un centre de connexions low cost de Johannesburg: l'any 2010 ja va rebre més d'un milió de passatgers en aquesta categoria de vols.

## Companyies i destinacions
| Aerolínia      | Destinació             |
| -------------- | ---------------------- |
| Kulula.com     | Ciutat del Cap, Durban |
| Mango Airlines | Ciutat del Cap         |
| FlySafar       | Ciutat del Cap, Durban |